# Polythore ornata
Polythore ornata – gatunek ważki z rodziny Polythoridae. Występuje na terenie Ameryki Południowej.